# Maria Isabel Barreno
Maria Isabel Barreno, née à Lisbonne (Portugal) le 10 juillet 1939 et morte le 3 septembre 2016 dans la même ville, est une femme de lettres portugaise.

## Biographie
Maria Isabel Barreno étudie à la faculté de Lettres de l'université de Lisbonne, où elle obtient une licence en histoire et en philosophie.
Elle se consacre à la cause féministe en faisant partie du Movimento Feminista de Portugal (Mouvement Féministe du Portugal) aux côtés des écrivains Maria Teresa Horta et Maria Velho da Costa.

## Œuvres
- Adaptação do Trabalhador de Origem Rural ao Meio Industrial Urbano, (Adaptation du Travailleur d'Origine Rurale au Milieu Industriel Urbain 1966, non traduit
- A Condição da Mulher Portuguesa (La Condition de la Femme Portugaise), 1968, collaboration, non traduit
- De Noite as Árvores São Negras (La Nuit les Arbres Sont Noirs), 1968, non traduit
- Os Outros Legítimos Superiores (Les Autres Supérieurs Légitimes), 1970, non traduit
- Novas Cartas Portuguesas (Nouvelles Lettres ¨Portugaises), 1971, 1974 pour la version française, coauteur avec Maria Teresa Horta et Maria Velho da Costa
- A Morte da Mãe, (La Disparition de la Mère), 1972, 1983 pour la version française
- A Imagem da Mulher na Imprensa (L'image de la Femme dans la Presse Écrite), 1976, non traduit
- Inventário de Ana (L'Inventaire d'Anna), 1982, non traduit
- Contos Analógicos (Histoire Analogiques), 1983, non traduit
- Sinos do Universo (Cloches de l'Univers), 1984, non traduit
- Contos (Contes), 1985, non traduit
- Célia e Celina (Célia et Celina), 1985, non traduit
- O Outro Desbotado (L'autre Décoloré), 1986, non traduit
- O Falso Neutro (Le Faux Neutre), 1989, non traduit
- O Direito ao Presente (Le Droit au Présent), 1990, non traduit
- Crónica do Tempo (Chronique du Temps), 1991 - Prix Fernando Namora, non traduit
- O enviado (L'Envoyé), 1991, non traduit
- O Chão Salgado (Le Sol Salé), 1992, non traduit
- Os Sensos Incomuns (Les Sens Rares), 1993 - Prix P.E.N. Clube Português de Ficção, non traduit
- O Senhor das Ilhas (Le Maître des Iles), 1994, non traduit
- As Vésperas Esquecidas (Les Veillées Oubliées), 1999, 2004 pour la version française

NB : Mis à part les ouvrages effectivement traduits, les titres en français sont purement indicatifs.